# Chúa vốn Bức thành Kiên cố

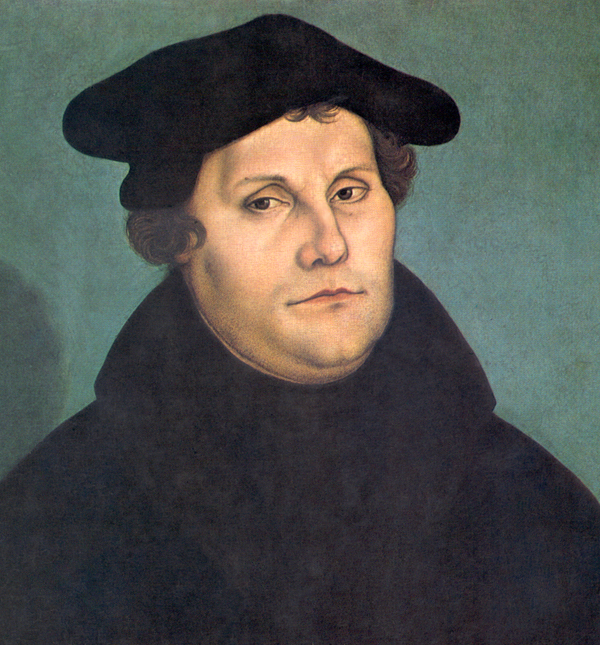
Martin Luther, tác giả bản thánh ca.

Chúa vốn Bức thành Kiên cố (Đức ngữ Ein' feste Burg ist unser Gott) là bài thánh ca nổi tiếng nhất của Martin Luther. Luther viết lời và sáng tác giai điệu cho bài thánh ca này trong khoảng từ năm 1527-1529. Ca khúc được dịch sang tiếng Anh và các ngôn ngữ khác, riêng tiếng Anh có ít nhất là bảy mươi phiên bản. Ca từ xuất phát từ những ý tưởng trong chương 46 của sách Thi thiên (Thánh vịnh). Bản Anh ngữ được yêu thích nhất, "A mighty fortress is our God, a bulwark never failing," chuyển ngữ bởi Frederick H. Hedge vào năm 1853. Một phiên bản khác của Thomas Carlye bắt đầu với câu "A safe stronghold our God is still" (Chúa chúng ta là thành lũy kiên cố).

## Lịch sử

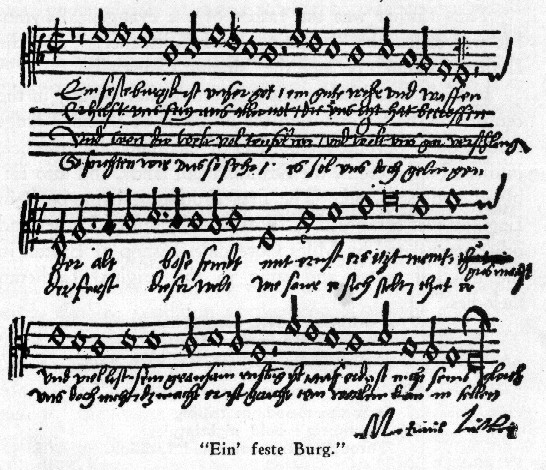
Bản thảo bài thánh ca trong nguyên tác tiếng Đức Ein feste Burg',' với chữ ký của Luther.

"Chúa vốn Bức thành Kiên cố" là một trong những bài thánh ca được yêu thích nhất trong cộng đồng Kháng Cách, thường được miêu tả là "Bài ca chiến đấu của cuộc Cải cách Kháng Cách" do ảnh hưởng sâu đậm của bài thánh ca trên tinh thần những người ủng hộ cuộc cải cách. John Julian đưa ra bốn sự kiện về nguồn gốc của bài thánh ca này:
- Heinrich Heine: Luther và những người bạn đã hát ca khúc này khi đến Worms ngày 16 tháng 4 năm 1521 để điều trần trước Quốc hội (Reichstag) của đế quốc La Mã Thần thánh.
- K.F.T. Scheinder: Là bài hát truy điệu cho một người bạn của Luther, Leonard Kaiser, bị xử tử vì đức tin Kháng Cách ngày 16 tháng 8 năm 1527.
- Jean-Henri Merle d’Aubigne: Các vương hầu người Đức theo Luther đã hát thánh ca này khi tiến vào thành Ausburg để dự họp Quốc hội năm 1530 và đệ trình Bản Tín điều Augsburg.
- Ca khúc được sáng tác vào thời điểm của kỳ họp Quốc hội Speyer, tại đó các vương hầu theo Luther đã bày tỏ sự "phản kháng" (từ đó có tên gọi Kháng Cách) đối với Hoàng đế Karl V, người muốn thực thi Chiếu chỉ Worms (1521).

Tục truyền rằng vua Gustav II Adolf của Thụy Điển ra lệnh hát thánh ca này khi quân đội của ông tiến ra mặt trận trong Cuộc chiến Ba mươi năm. Sách Thi thiên trong Kinh Thánh trước đó đã được dịch sang tiếng Thụy Điển (năm 1536). Nhiều năm về sau, ca khúc này được chọn làm nhạc hiệu cho phong trào xã hội Thụy Điển trong giai đoạn đầu của phong trào này.
Ngoài ra, theo John M. Merriman, bài thánh ca cũng được sử dụng như "khúc quân hành thúc đẩy binh lính chiến đấu chống lại quân Ottoman" trong các cuộc chiến tranh của đế quốc Ottoman tại châu Âu.
Johann Sebastian Bach đã sử dụng giai điệu của "Chúa vốn Bức thành kiên cố" cho Cantata số 80 và hai đoạn trong Choralgesänge (Thánh ca Hợp xướng). Felix Mendelssohn đã dùng chủ đề của bài thánh ca này cho đoạn thứ tư và đoạn kết cho Symphony số 5 (năm 1830) được đặt tên Cải cách nhằm tôn vinh cuộc Cải cách Kháng Cách do Martin Luther khởi xướng.
Giacomo Meyerbeer đã sử dụng bản thánh ca cho vở opera dài năm hồi của ông Les Huguenots (năm 1836 – xem Huguenot). Những cảm hứng đến từ bài thánh ca đã giúp Richard Wagner sáng tác Kaisersmarsch (tạm dịch: Khúc quân hành của Hoàng đế) kỷ niệm sự trở về của Đức hoàng (Kaiser) Wilhelm I từ cuộc Chiến tranh Pháp-Phổ năm 1871.
Ngày 31 tháng 3 năm 1969, giai điệu bản thánh ca vang lên trong Đại giáo đường Quốc gia Washington khi diễn ra tang lễ Tổng thống thứ 34 của Hoa Kỳ, Dwight D. Eisenhower,

## Ca từ
Nguyên bản tiếng Đức
| 1. Ein’ feste Burg ist unser Gott, Ein' gute Wehr und Waffen; Er hilft uns frei aus aller Not, Die uns jetzt hat betroffen. Der alt’ böse Feind, Mit Ernst er’s jetzt meint, Groß’ Macht und viel List Sein’ grausam’ Rüstung ist, Auf Erd’ ist nicht seins Gleichen. | 3. Und wenn die Welt voll Teufel wär’ Und wollt’ uns gar verschlingen, So fürchten wir uns nicht so sehr, Es soll uns doch gelingen. Der Fürst dieser Welt, Wie sau’r er sich stellt, Tut er uns doch nicht, Das macht, er ist gericht’t, Ein Wörtlein kann ihn fällen. |
| 2. Mit unsrer Macht ist nichts getan, Wir sind gar bald verloren; Es streit’t für uns der rechte Mann, Den Gott hat selbst erkoren. Fragst du, wer der ist? Er heißt Jesus Christ, Der Herr Zebaoth, Und ist kein andrer Gott, Das Feld muss er behalten.             | 4. Das Wort sie sollen lassen stahn Und kein’n Dank dazu haben; Er ist bei uns wohl auf dem Plan Mit seinem Geist und Gaben. Nehmen sie den Leib, Gut, Ehr’, Kind und Weib: Lass fahren dahin, Sie haben’s kein’n Gewinn, Das Reich muss uns doch bleiben.              |

| tiếng Việt 1. Chúa vốn bức thành kiên cố ta rày, Thuẫn khiên ta che đỡ hằng ngày; Đấng cứu giúp hồi nguy khốn ưu sầu, Đấng giúp ta luôn thắng nhiệm mầu. Ngày đêm dẫu quân thù xưa, Nghịch ta ta không nghiêng ngửa, Tuy nó thâm mưu đa tài, Quyết chống ta suốt đêm ngày, Quả không ai trên đất địch tày. 2. Khá biết sức mình non kém vô tài, Dễ khiến ta thua ngã nằm dài; Dẫu thế biết nhờ Đấng chỉ huy mình, Đối phương thua chạy hết rập rình. Bằng ta hỏi tên Ngài chăng? Là Giê-xu danh chiến thắng; Danh tướng thiên binh tài, Cứu pháp duy chính tay Ngài, Đắc thắng Satan đến lâu dài. 3. Dẫu quỷ dữ đầy trên thế gian này, Đuổi theo ta toan nuốt hằng ngày; Trước Đấng có quyền xua nó lui liền, Chúng ta không kinh khiếp ưu phiền. Kìa, vua tối tăm giận chăng? Thật ta không nao chi hắn, Nay hắn khoe khoang nhất thời, Án hắn xưa Chúa khép rồi, Thúc thủ khi Christ phán một lời. 4. Tiếng phán ấy nghìn thuở vẫn đương còn, Thế gian khinh chê chẳng suy mòn; Bởi có Chúa gần gũi với ta hoài, Xuống Thánh Linh, ân tứ từ Ngài. Vợ, con, của, danh, mạng ta, Bằng ai kia toan cướp phá? Thôi, cướp đi ta không chồn, Bởi chẳng thể cướp linh hồn, Phước Chúa trên thiên quốc trường tồn. | tiếng Anh Pennsylvania Lutheran Church Book of 1868 1. A mighty Fortress is our God, A trusty Shield and Weapon; He helps us free from every need That hath us now o'ertaken. The old evil Foe Now means deadly woe; Deep guile and great might Are his dread arms in fight; On earth is not his equal. 2. With might of ours can naught be done, Soon were our loss effected; But for us fights the Valiant One, Whom God Himself elected. Ask ye, Who is this? Jesus Christ it is. Of Sabaoth Lord, And there's none other God; He holds the field forever. 3. Though devils all the world should fill, All eager to devour us. We tremble not, we fear no ill, They shall not overpower us. This world's prince may still Scowl fierce as he will, He can harm us none, He's judged; the deed is done; One little word can fell him. 4. The Word they still shall let remain Nor any thanks have for it; He's by our side upon the plain With His good gifts and Spirit. And take they our life, Goods, fame, child and wife, Let these all be gone, They yet have nothing won; The Kingdom our remaineth. |